# Čchi-lin

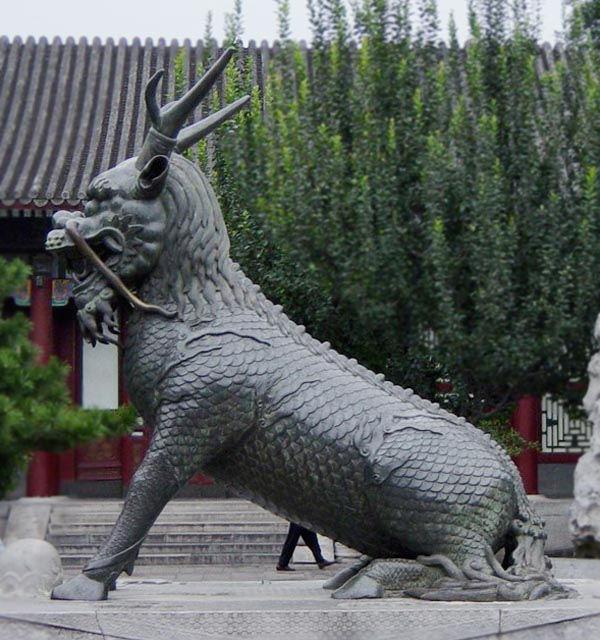
Socha čchi-lina v Letním paláci v Pekingu

Čchi-lin (čínsky: pchin-jin qílín, znaky 麒麟) je bájný tvor čínské mytologie, hlavní ze 360 živočichů žijících na souši. Někdy je místo tygra řazen mezi čtyři ušlechtilá zvířata (s drakem, fénixem a želvou).
Je znám také v mytologii ostatních zemí východní Asie. Japonsky je nazýván kirin (麒麟, きりん), korejsky girin (기린) a vietnamsky kỳ lân, jeho vzhled je v každé kultuře mírně odlišný od čínského čchi-lina, ale vlastnosti jsou popisovány obdobně.

## Popis
Čchi-lin je chiméra, má jeden nebo více rohů, zelenomodrou šupinatou kůži, tělo a kopyta koně nebo jelena, dračí hlavu a medvědí oháňku. Žije více než dva tisíce let, ale vidět je jen zřídka (například byl viděn nedlouho před smrtí Konfucia). Podobně jako evropský jednorožec, čchi-lin symbolizuje dlouhověkost a štěstí. Proto byl malován na předměty používané císařem. Počínaje vládou císaře Kchang-si nosili nejvyšší vojenští hodnostáři obraz čchi-lina vyšitý na oděvu (namísto dřívějšího lva).
Na zádech čchi-lina je zobrazován mladík. Podobně jako evropský čáp totiž čchi-lin nosí rodičům dlouho očekávaného syna.

## Vznik a vývoj
Poprvé je připomínán u Konfucia, jeho kamenné sochy se objevují v období dynastie Pozdní Chan (947–951). Tehdy byl popisován jako třímetrové zvíře připomínající jelena (či vola) s jedním rohem zakončeným měkkou boulí, s kravím ocasem a koňskými kopyty. Při pohybu neubližuje žádnému živému tvoru, dokonce ani hmyzu. Při chůzi po trávě ji nepošlape. Nejí živé tvory, živí se trávou. Podle některých vyprávění může chodit po vodě a létat. Dožívá se kolem tří tisíc let. Reliéfy nebo sochy čchi-lina na náhrobcích ochraňují před zlými duchy a doprovázejí zesnulé na nebesa.

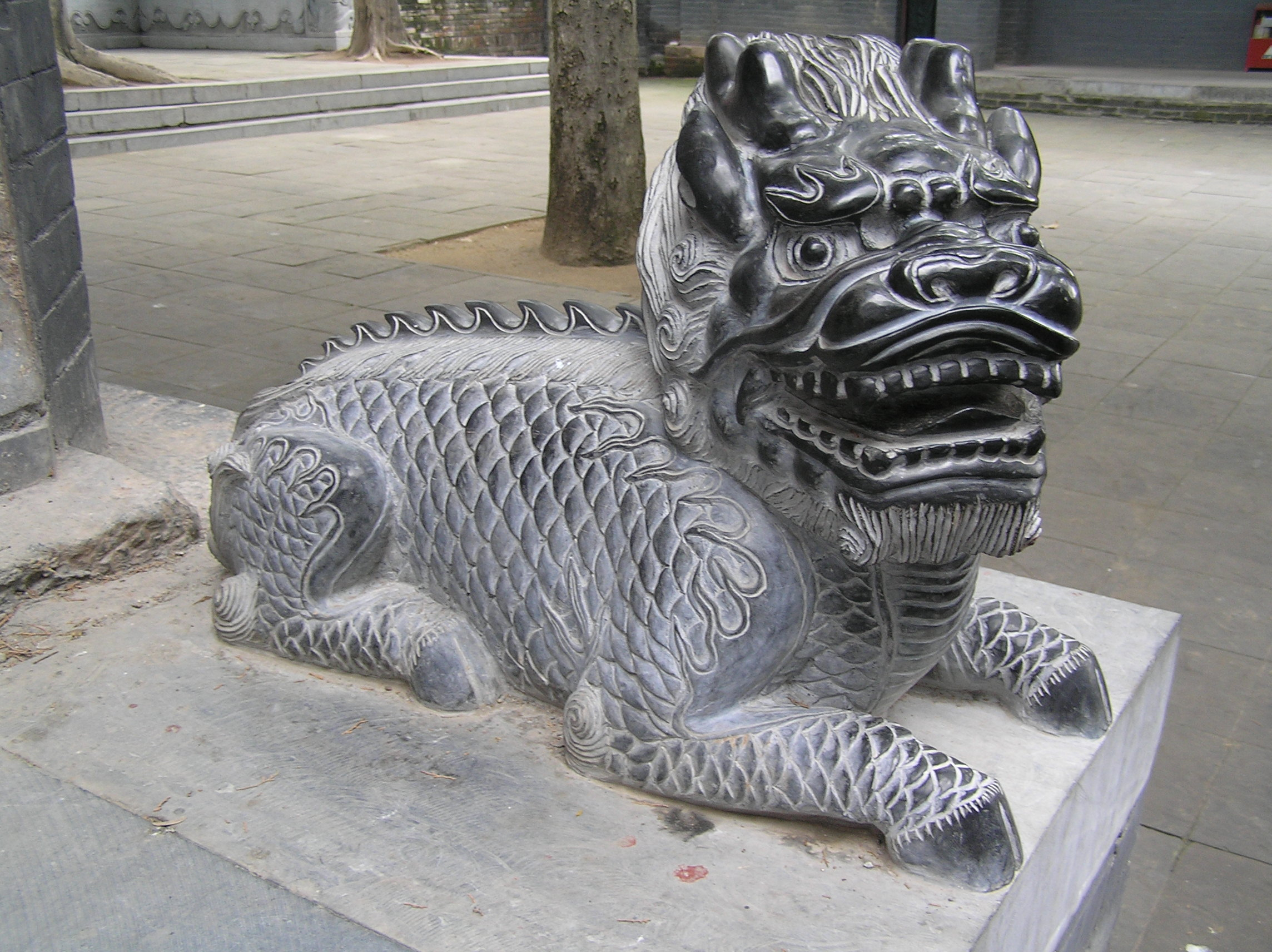
Socha čchi-lina v klášteru Šao-lin

Během doby se představy o čchi-linovi měnily. Tak hrobka chanského císaře Wen-ti je okrášlena dvěma čchi-liny se silným tělem lva, jedním rohem a křídly. Od symbolu míru a klidu se posunul k ochránci moci a síly.
Ve feng-šuej symbolizuje dlouhý život, oslavy, radost, moudrost a slavné potomky. Ženám, které chtějí mít děti, se doporučuje mít obraz nebo sošku čchi-lina. Umístěná má být naproti východu z místa.
Při plavbách Čeng Chea ke břehům Indie, Arábie a východní Afriky v první třetině 15. století čínští námořníci přivezli k císařskému dvoru mnoho exotických zvířat. Africké žirafy byly tehdy považovány za čchi-liny a tedy za šťastné znamení.